# Freddie Green (cầu thủ bóng đá)
Frederick Zeanes Green (9 tháng 9 năm 1916 – 10 tháng 9 năm 1998) là một cầu thủ bóng đá người Anh từng thi đấu ở vị trí hậu vệ phải ở Football League cho Torquay United và Brighton & Hove Albion.

## Cuộc đời và sự nghiệp
Green sinh năm 1916 tại Sheffield. Ông chơi bóng cho Mosborough Trinity trước khi ký hợp đồng chuyên nghiệp với Torquay United năm 1935. Sau 3 mùa giải ông có 86 lần ra sân ở giải vô địch trước khi chuyển đến đội bóng Third Division South khác, Brighton & Hove Albion. Ông chỉ đá 2 trận cho đội một trước khi Football League bị hủy bỏ do Thế chiến thứ II. Trước khi có lần ra sân tiếp theo, ông đã 31 tuổi, và giải nghệ năm 1948. Green mất tại Torquay năm 1998, một ngày sau sinh nhật lần thứ 82 của ông.